# Macroplea flagellata
Macroplea flagellata là một loài bọ cánh cứng trong họ Chrysomelidae. Loài này được Askevold miêu tả khoa học năm 1988.